# Come scopersi l'America
Come scopersi l'America è un film del 1949 diretto da Carlo Borghesio.

## Trama
Non riuscendo a trovare lavoro in Italia, Cristoforo parte per l'America del sud con Gaetano, un simpatico truffatore. Arrivato a destinazione tenta la fortuna in compagnia di Lisa che aveva conosciuto durante la traversata.